# Lhomme
Lhomme är en kommun i departementet Sarthe i regionen Pays de la Loire i nordvästra Frankrike. Kommunen ligger i kantonen La Chartre-sur-le-Loir som tillhör arrondissementet La Flèche. År 2022 hade Lhomme 938 invånare.

## Befolkningsutveckling
Antalet invånare i kommunen Lhomme
| Referens: INSEE |